# Samuel Greigh

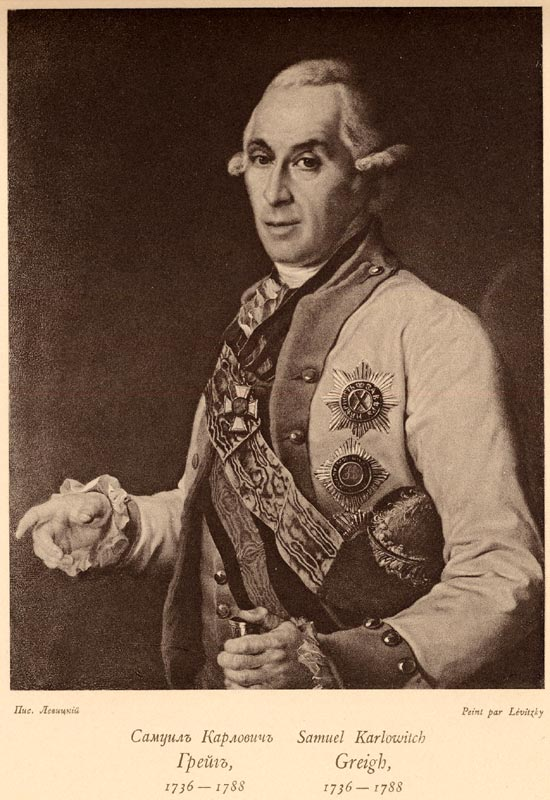
Admiral Samuel Greigh

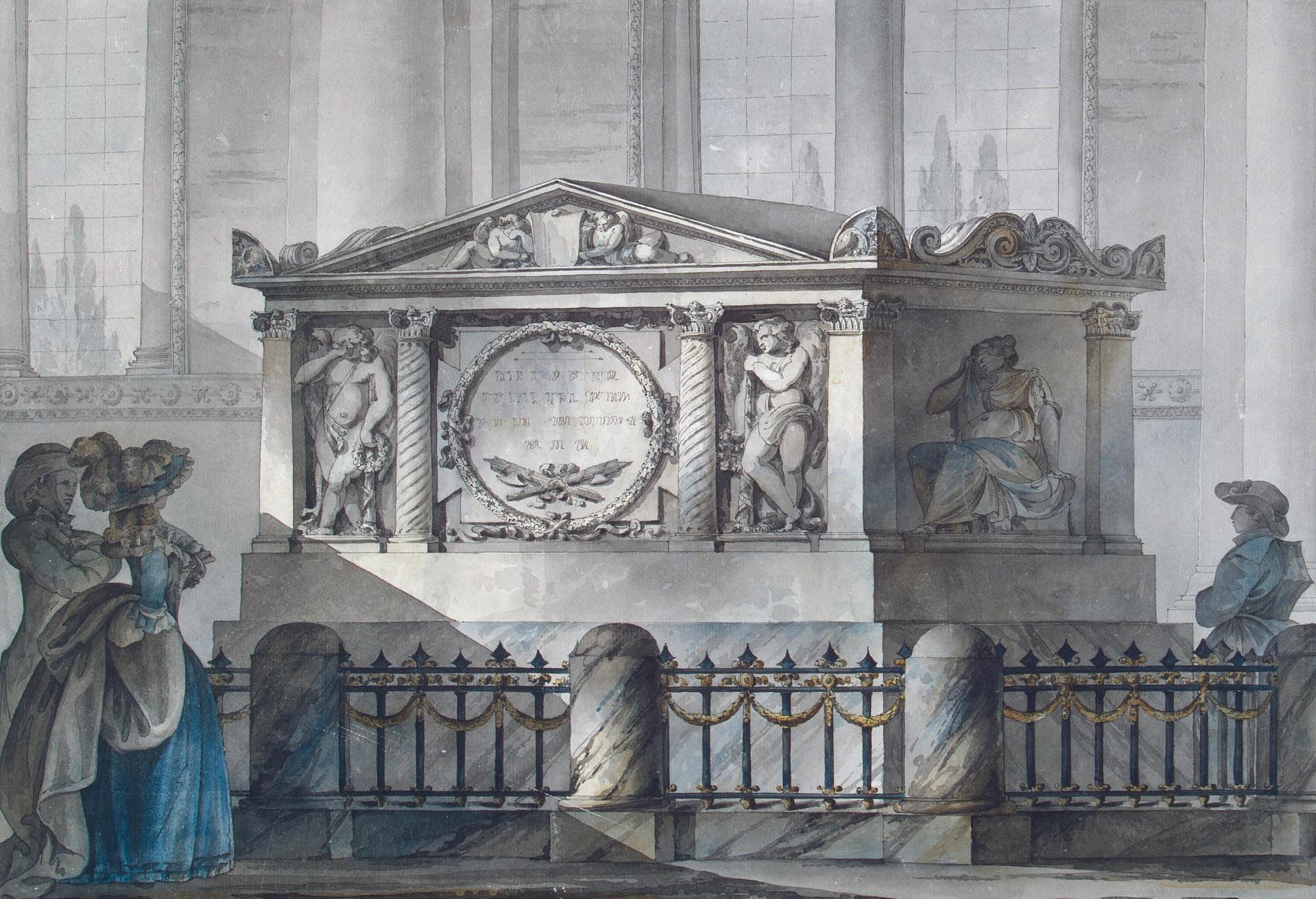
Grabstätte

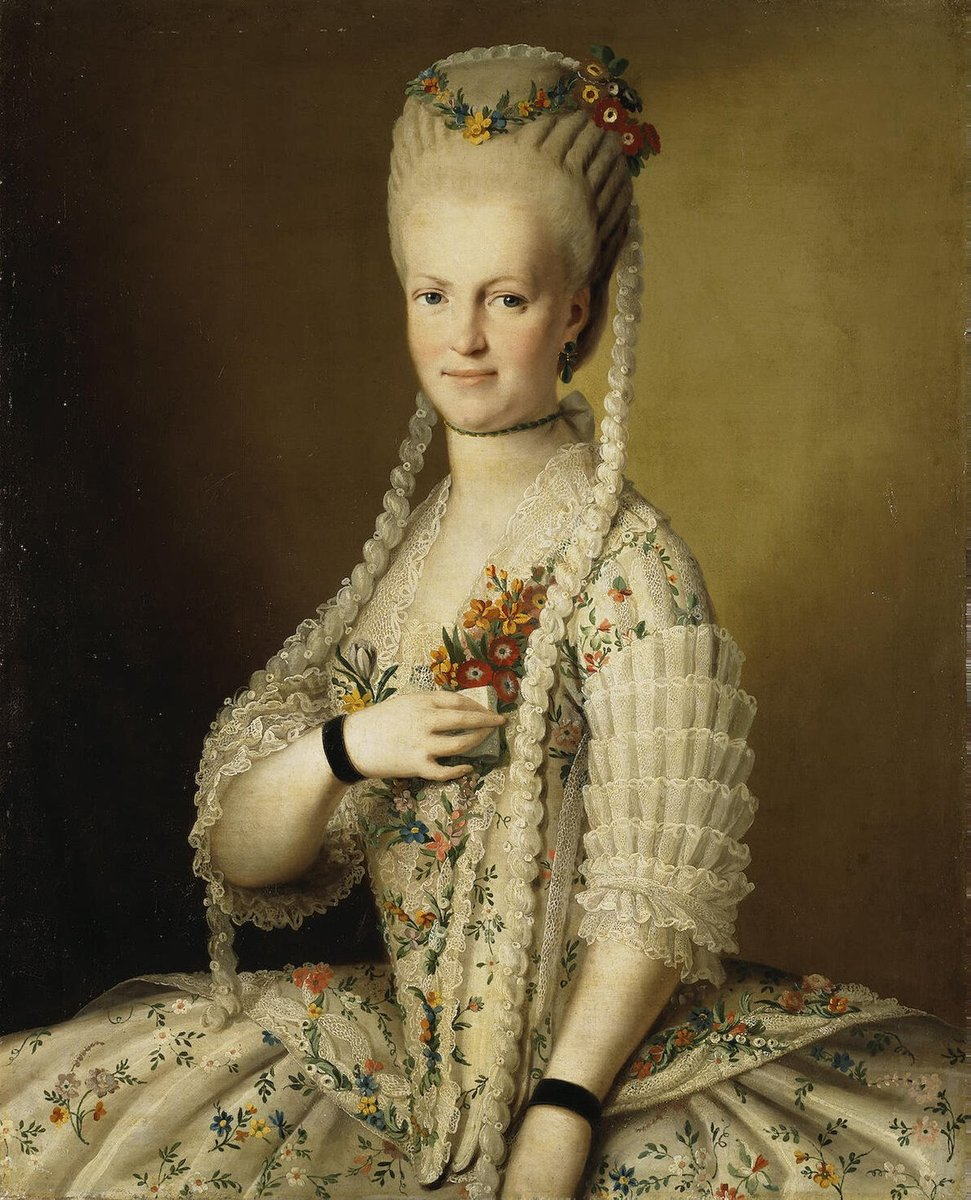
Sarah Greigh

Samuel Karlovich Greigh (russisch Самуил Карлович Грейг; * 30. November 1735 in Inverkeithing, Schottland; † 15. Oktober 1788 vor Tallinn) war ein russischer Admiral schottischer Herkunft. Er war Befehlshaber der russischen Marine in den Kriegen mit dem Osmanischen Reich und Schweden.

## Leben
Samuel Greigh gehörte der aus Schottland stammenden Familie Greigh (englisch Greig) aus dem Clan MacGregor an. Seine Familie wurden später in die Kurländische Ritterschaft aufgenommen. Samuel Greigh heuerte früh bei der Royal Navy an, in der er es bald zum Lieutenant brachte. Auf Bitten Russlands sandte Großbritannien einige Offiziere in die russische Marine, um die russischen Seestreitkräfte zu modernisieren. Samuel Greigh war einer von ihnen. Wegen seiner herausragenden Eigenschaften wurde er dort schnell zum Kapitän befördert.
Seine Karriere verdankt er vor allem der erfolgreichen Seeschlacht von Çeşme (5.–7. Juli 1770), die er als Konteradmiral während des Russisch-Türkischen Kriegs 1768–1774 mit kommandierte. Die Seeoperationen der Baltischen Flotte im Mittelmeer unter der Leitung des Grafen Alexei Orlow waren auch dank der Fähigkeiten Greighs von Erfolg geprägt. Wegen seiner Verdienste wurde Greig im Juli 1770 zum Admiral und Gouverneur von Kronstadt befördert. Wahrscheinlich war er auch ein Liebhaber der Zarin. 1783 wurde er Ehrenmitglied der Russischen Akademie der Wissenschaften in Sankt Petersburg.
Greigh zwang während des 1788 ausgebrochenen Russisch-Schwedischen Kriegs am 17. Juli in der Schlacht bei Hogland die schwedische Flotte zum Rückzug nach Suomenlinna. Im Herbst desselben Jahres starb er auf der Reede vor Tallinn auf seinem Schiff Rostislaw an einer Epidemie, die in der Flotte grassierte. Im November 1788 wurde der Verstorbene wegen seines lutherischen Glaubens auf Geheiß der Zarin Katharina II. im Tallinner Dom beigesetzt. Sein 1788–1790 aufwändig gestalteter Sarkophag aus Carrara-Marmor stammt von Giacomo Quarenghi (1744–1817) und Giuseppe Luciani. Er wurde von der Zarin selbst finanziert.

## Familie
Samuels Greigh war mit Sarah Greigh geb. Cook (1752–1793) verheiratet. Sein Sohn Alexis Greigh (1775–1845) war späterer Oberbefehlshaber der russischen Schwarzmeerflotte und Gründer des Pulkowo-Observatoriums.

## Auszeichnungen
- Orden des Heiligen Alexander Newski, Ritter
- Orden des Heiligen Andreas des Erstberufenen
- Orden des Heiligen Georg, II. Klasse
- Orden des Heiligen Wladimir, I. Klasse